# Pseudogaurax cassideus
Pseudogaurax cassideus är en tvåvingeart som beskrevs av Ismay 1991. Pseudogaurax cassideus ingår i släktet Pseudogaurax och familjen fritflugor. Inga underarter finns listade i Catalogue of Life.